# Carpinus viminea
Carpinus viminea — вид квіткових рослин з родини березових. Поширення: Бангладеш, Бутан, Китай, М'янма, Непал, В'єтнам.

## Біоморфологічна характеристика
Дерева заввишки 10–20 м; кора темно-сіра. Гілочки коричневі, голі. Ніжка листка (1)1.5–3 см, голий, рідко слабо запушений. Листкова пластинка еліптична, довгаста або овально-ланцетна, 6–11 × 3–5 см, знизу рідко ворсинчаста вздовж середньої жилки та бічних жилок, іноді бородчаста в пазухах бічних жилок, зверху гола, основа підсерцеподібна, рідко округло-клиноподібна або підзакруглена, край подвійно мукронато-пилчастий або щетинкоподібно-пилчастий, верхівка загострена, гостра або хвостата; бічних жилок 12–15 з кожного боку від середньої жилки. Жіноче суцвіття 5–15 × 2.5–3 см. Горішок широкояйцеподібний, 3–4 × 2.5–3.5 см, голий, крім ворсинчастого на верхівці, рідко смолистий, залозистий, чітко ребристий. Цвітіння: квітень — червень, плодіння: липень — вересень. 2n = 16.

## Середовище
Зростає на висотах від 400 до 2800 метрів. Це кущ або невелике дерево заввишки до 20 метрів. Цей вид росте в лісах і заростях на схилах. Він не є рідкістю у вологих дубових лісах вищих гірських поясів, а також у субтропічних широколистяних лісах. Цей вид любить світло та вологу погоду, у молодому віці він стійкий до тіні, а в зрілому віці дерево сягає найвищого ярусу лісу. У В'єтнамі він росте рідко вздовж берегів річок або у вологих долинах, зазвичай у суміші з Altingia siamensis, Allospondias lakonensis та Protium serratum, але на висотах понад 1000 м над рівнем моря зустрічається майже у чистих насадженнях. Загрози для цього виду невідомі.

## Використання
Деревину використовують для виготовлення меблів, спортивних виробів та ткацьких човників. Листя використовують як корм.